# Izrek Gaussa in Ostrogradskega
Izrek Gaussa in Ostrogradskega (tudi izrek o divergenci, Gaussov izrek, izrek Ostrogradskega) je v vektorskem računu izrek, ki povezuje pretok vektorskega polja skozi zaprto ploskev z divergenco polja v objeti prostornini.
Natančneje, izrek pravi, da je ploskovni integral vektorskega polja na zaprti ploskvi, ki se imenuje »pretok« (fluks) skozi ploskev, enak prostorninskemu integralu divergence nad območjem, ki ga obdaja ploskev. Intuitivno navaja, da »vsota vseh virov polja v območju (s ponori, ki se obravnavajo kot negativni viri) daje neto tok iz območja«.
Izrek Gaussa in Ostrogradskega je pomemben rezultat za matematiko fizike in inženirstva, zlasti v elektrostatiki in dinamiki tekočin. Na teh področjih se običajno uporablja v treh razsežnostih. Vendar pa se posplošuje na poljubno število razsežnosti. V eni razsežnosti je enakovreden (drugemu) osnovnemu izreku infinitezimalnega računa::100
{\displaystyle \int _{K}(\nabla \phi )\cdot \operatorname {d} \!\mathbf {\vec {s}} =\phi _{2}-\phi _{1}\!\,,}
v dveh razsežnostih pa Greenovemu izreku:
{\displaystyle \iint _{S}(\mathbf {\vec {\nabla }} \times \mathbf {\vec {F}} )\cdot \operatorname {d} \!\mathbf {\vec {a}} =\oint _{K}\mathbf {\vec {F}} \cdot \operatorname {d} \!\mathbf {\vec {s}} \!\,.}

## Razlaga s tokom tekočine
Vektorska polja so pogosto prikazana s pomočjo primera polja hitrosti tekočine, kot sta plin ali kapljevina. Gibajoča se tekočina ima v vsaki točki hitrost in smer, ki se jo lahko predstavi z vektorjem, tako da hitrost tekočine v katerem koli trenutku tvori vektorsko polje. Naj se zamisli o namišljeni zaprta ploskvi {\displaystyle S\!\,} znotraj telesa tekočine, ki zajema prostornino tekočine. Pretok tekočine iz prostornine je kadar koli enak prostorninski stopnji tekočine, ki prečka to ploskev, tj. ploskovnemu integralu hitrosti po ploskvi.
Ker so tekočine nestisljive, je količina tekočine v zaprti prostornini konstantna. Če v prostornini ni virov ali ponorov, je tok tekočine iz {\displaystyle S\!\,} enak nič. Če se tekočina premika, lahko teče v prostornino na nekaterih točkah na ploskvi {\displaystyle S\!\,} in izstopa iz prostornine v drugih točkah, vendar sta količini, ki tečeta in iztekata v katerem koli trenutku, enaki, tako da je neto pretok tekočine iz prostornine enak nič.
Če pa je vir tekočine znotraj zaprte ploskve, kot je cev, skozi katero se tekočina dovaja, bo dodatna tekočina izvajala tlak na okoliško tekočino, kar bo povzročilo tok navzven v vse smeri. To bo povzročilo neto zunanji tok skozi ploskev {\displaystyle S\!\,}. Pretok navzven skozi {\displaystyle S\!\,} je enak prostorninski stopnji pretoka tekočine v {\displaystyle S\!\,} iz cevi. Podobno, če je znotraj {\displaystyle S\!\,} ponor ali odtok, kot je cev, ki odvaja tekočino, bo zunanji tlak tekočine povzročil hitrost celotne tekočine, usmerjeno navznoter proti legi odtoka. Prostorninska stopnja toka tekočine navznoter skozi površino {\displaystyle S\!\,} je enaka stopnji tekočine, ki jo odstrani ponor.
Če je znotraj {\displaystyle S\!\,} več virov in ponorov tekočine, se lahko pretok skozi ploskev izračuna tako, da se sešteje prostorninska stopnja tekočine, ki jo dodajo viri, in odšteje stopnja tekočine, ki jo odvajajo ponori. Prostorninska stopnja pretoka tekočine skozi vir ali ponor (s tokom skozi ponor z negativnim predznakom) je enaka divergenci polja hitrosti na ustju cevi, tako da seštevek (integracija) divergence tekočine skozi prostornino, ki jo obdaja {\displaystyle S\!\,}, enaka prostorninski stopnji pretoka skozi {\displaystyle S\!\,}. To je izrek Gaussa in Ostrogradskega.
Izrek Gaussa in Ostrogradskega se uporablja v poljubnem ohranitvenem zakonu, ki pravi, da je skupna prostornina vseh ponorov in virov, to je prostorninski integral divergence, enaka neto toku skozi mejo prostornine.

## Matematična formulacija
Naj je {\displaystyle V\!\,} podmnožica {\displaystyle \mathbb {R} ^{n}\!\,}, ki je kompaktna in ima podelno gladko mejo {\displaystyle S\!\,} (označeno tudi kot {\displaystyle \partial V\equiv S\!\,}). {\displaystyle \mathbb {R} ^{n}\!\,} je {\displaystyle n\!\,}-razsežni evklidski prostor. V primeru {\displaystyle n=3\!\,} {\displaystyle V\!\,} predstavlja prostornino trirazsežnega prostora. Če je {\displaystyle \mathbf {\vec {F}} \!\,} zvezno odvedljivo vektorsko polje, definirano na okolici {\displaystyle V\!\,}, potem velja:
{\displaystyle \iiint _{V}\left(\nabla \cdot \mathbf {\vec {F}} \right)\operatorname {d} \!V=\!\,} {\displaystyle \scriptstyle S\!\,}{\displaystyle (\mathbf {\vec {F}} \cdot \mathbf {\hat {n}} )\operatorname {d} \!S\!\,.}
Leva stran je prostorninski integral po prostornini {\displaystyle V\!\,}, desna stran pa je ploskovni integral po meji prostornine {\displaystyle V\!\,}. Zaprta merljiva množica {\displaystyle \partial V\!\,} je usmerjena z navzven obrnjenimi pravokotnicai, {\displaystyle \mathbf {\hat {n}} \!\,} pa je navzven obrnjena enotska pravokotnica v skoraj vsaki točki na meji {\displaystyle \partial V\!\,}. ({\displaystyle \operatorname {d} \!\mathbf {\vec {S}} \!\,} se lahko uporablja kot okrajšava za {\displaystyle \mathbf {\hat {n}} \operatorname {d} \!S}.) V smislu zgornjega intuitivnega opisa leva stran enačbe predstavlja vsoto virov v prostornini {\displaystyle V\!\,}, desna stran pa skupni tok skozi mejo {\displaystyle S\!\,}.

## Neformalna izpeljava
Izrek Gaussa in Ostrogradskega izhaja iz dejstva, da če je prostornina {\displaystyle V\!\,} razdeljena na ločena dela, je pretok iz prvotne prostornine enak vsoti toka iz vsake sestavne prostornine.:56–58 To velja kljub dejstvu, da imata novi podprostornini ploskve, ki niso bile del ploskve prvotne prostornine, ker so te ploskve samo predelne stene med dvema podprostorninama in pretok skozi njiju preprosto prehaja iz ene prostornine v drugo in se tako izniči, ko se pretok iz podprostornin sešteje.
Na sliki je zaprta omejena prostornina {\displaystyle V\!\,} razdeljena na dve prostornini {\displaystyle V_{1}\!\,} in {\displaystyle V_{2}\!\,} s ploskvijo {\displaystyle S_{3}\!\,} (zeleno). Pretok {\displaystyle \Phi (V_{i})\!\,} iz območja vsake komponente {\displaystyle V_{i}\!\,} je enak vsoti pretokov skozi dve njegovi ploskvi, tako da je vsota pretoka iz obeh delov enaka:
{\displaystyle \Phi (V_{1})+\Phi (V_{2})=\Phi _{1}+\Phi _{31}+\Phi _{2}+\Phi _{32}\!\,,}
kjer sta {\displaystyle \Phi _{1}\!\,} in {\displaystyle \Phi _{2}\!\,} pretoka iz ploskev {\displaystyle S_{1}\!\,} in {\displaystyle S_{2}\!\,}, {\displaystyle \Phi _{31}\!\,} pretok skozi ploskev {\displaystyle S_{3}\!\,} iz prostornine 1, {\displaystyle \Phi _{32}\!\,} pa pretok skozi {\displaystyle S_{3}\!\,} iz prostornine 2. Gre za to, da je ploskev {\displaystyle S_{3}\!\,} del ploskve obeh prostornin. »Zunanja« smer normalnega vektorja {\displaystyle \mathbf {\hat {n}} \!\,} je nasprotna za vsako prostornino, tako da je pretok iz ene skozi {\displaystyle S_{3}\!\,} enak negativu pretoka iz druge in ta dva pretoka se v vsoti izničita.
{\displaystyle \Phi _{31}=\iint _{S_{3}}\mathbf {\vec {F}} \cdot \mathbf {\hat {n}} \operatorname {d} \!S=-\iint _{S_{3}}\mathbf {\vec {F}} \cdot (-\mathbf {\hat {n}} )\operatorname {d} \!S=-\Phi _{32}\!\,}
in tako:
{\displaystyle \Phi (V_{1})+\Phi (V_{2})=\Phi _{1}+\Phi _{2}\!\,.}
Ker je unija ploskev {\displaystyle S_{1}\!\,} in {\displaystyle S_{2}\!\,} enaka {\displaystyle S\!\,}, je:
{\displaystyle \Phi (V_{1})+\Phi (V_{2})=\Phi (V)\!\,.}
To načelo velja za prostornino, razdeljeno na poljubno število delov, kot je prikazano na sliki.:56–58 Ker se integral po vsaki notranji razdelitvi (zelene ploskve) pojavi z nasprotnimi predznaki v pretoku dveh sosednjih prostornin, se izničita, edini prispevek k pretoku pa je integral po zunanjih ploskvah (sivo). Ker so zunanje ploskve vseh prostornin komponent enake prvotni ploskvi:
{\displaystyle \Phi (V)=\sum _{V_{i}\subset V}\Phi (V_{i})\!\,,}
je pretok {\displaystyle \Phi \!\,} iz vsake prostornine ploskovni integral vektorskega polja {\displaystyle \mathbf {\vec {F}} (\mathbf {\vec {x}} )\!\,} po ploskvi:
{\displaystyle \iint _{S(V)}\mathbf {\vec {F}} \cdot \mathbf {\hat {n}} \operatorname {d} \!S=\sum _{V_{i}\subset V}\iint _{S(V_{i})}\mathbf {\vec {F}} \cdot \mathbf {\hat {n}} \operatorname {d} \!S\!\,.}
Cilj je prvotno prostornino razdeliti na neskončno mnogo infinitezimalnih prostornin. Ko je prostornina razdeljena na vedno manjše dele, se ploskovni integral na desni, pretok iz vsake podprostornine, približuje ničli, ker se ploskev {\displaystyle S(V_{i})\!\,} približuje nič. Vendar pa se iz definicije divergence, razmerja med pretokom in prostornino:
{\displaystyle {\frac {\Phi (V_{i})}{|V_{i}|}}={\frac {1}{|V_{i}|}}\iint _{S(V_{i})}\mathbf {\vec {F}} \cdot \mathbf {\hat {n}} \operatorname {d} \!S\!\,,}
del v spodnjem oklepaju v splošnem ne izniči, ampak se približuje divergenci {\displaystyle \nabla \cdot \mathbf {\vec {F}} \!\,}, ko se prostornina približuje nič::56–58
{\displaystyle \iint _{S(V)}\mathbf {\vec {F}} \cdot \mathbf {\hat {n}} \operatorname {d} \!S=\sum _{V_{i}\subset V}\left({\frac {1}{|V_{i}|}}\iint _{S(V_{i})}\mathbf {\vec {F}} \cdot \mathbf {\hat {n}} \operatorname {d} \!S\right)|V_{i}|\!\,.}
Vse dokler ima vektorsko polje {\displaystyle \mathbf {\vec {F}} (\mathbf {\vec {x}} )\!\,} zvezne odvode, zgornja vsota velja tudi v limiti, ko je prostornina razdeljena na neskončno majhne prirastke:
{\displaystyle \iint _{S(V)}\mathbf {\vec {F}} \cdot \mathbf {\hat {n}} \operatorname {d} \!S=\lim _{|V_{i}|\to 0}\sum _{V_{i}\subset V}\left({\frac {1}{|V_{i}|}}\iint _{S(V_{i})}\mathbf {\vec {F}} \cdot \mathbf {\hat {n}} \operatorname {d} \!S\right)|V_{i}|\!\,.}
Ko se {\displaystyle |V_{i}|\!\,} približuje ničelni prostornini, postane infinitezimala {\displaystyle \operatorname {d} \!V\!\,}, del v oklepaju postane divergenca, vsota pa postane prostorninski integral po {\displaystyle \!V\!\,}:
{\displaystyle \iint _{S(V)}\mathbf {\vec {F}} \cdot \mathbf {\hat {n}} \operatorname {d} \!S=\iiint _{V}\nabla \cdot \mathbf {\vec {F}} \operatorname {d} \!V\!\,.}
Ker je odvod neodvisen od koordinat, to kaže na to, da divergenca ni odvisna od uporabljenih koordinat.

## Dokaza

### Za omejene odprte podmnožice evklidskega prostora
Sledi dokaz naslednjega izreka:

Izrek — Naj je {\displaystyle \Omega \subset \mathbb {R} ^{n}\!\,} odprta in omejena z mejo {\displaystyle C^{1}\!\,}. Če je {\displaystyle u\!\,} {\displaystyle C^{1}\!\,} v odprti okolici {\displaystyle O\!\,} od {\displaystyle {\overline {\Omega }}\!\,} – to je {\displaystyle u\in C^{1}(O)\!\,}, potem za vsak {\displaystyle i\in \{1,\dots ,n\}\!\,} velja:
{\displaystyle \int _{\Omega }u_{x_{i}}\operatorname {d} \!V=\int _{\partial \Omega }u\nu _{i}\operatorname {d} \!S\!\,,}
kjer je {\displaystyle \nu :\partial \Omega \to \mathbb {R} ^{n}\!\,} navzven usmerjeni enotski normalni vektor na {\displaystyle \partial \Omega \!\,}. Ali enakovredno:
{\displaystyle \int _{\Omega }\mathbf {\vec {\nabla }} u\operatorname {d} \!V=\int _{\partial \Omega }u\nu \operatorname {d} \!S\!\,.}

Dokaz izreka
1. Prvi korak je zmanjšanje primera kjer je {\displaystyle u\in C_{c}^{1}(\mathbb {R} ^{n})\!\,}. Izbere se takšen {\displaystyle \phi \in C_{c}^{\infty }(O)\!\,}, da je {\displaystyle \phi =1\!\,} na {\displaystyle {\overline {\Omega }}\!\,}. Pri tem je treba upoštevati da je {\displaystyle \phi u\in C_{c}^{1}(O)\subset C_{c}^{1}(\mathbb {R} ^{n})\!\,} in {\displaystyle \phi u=u\!\,} na {\displaystyle {\overline {\Omega }}\!\,}. Zato zadostuje dokazati izrek za {\displaystyle \phi u\!\,}. Tako se lahko privzame, da velja {\displaystyle u\in C_{c}^{1}(\mathbb {R} ^{n})\!\,}.
2. Naj je {\displaystyle x_{0}\in \partial \Omega \!\,} poljuben. Privzetek, da ima {\displaystyle {\overline {\Omega }}\!\,} {\displaystyle C^{1}\!\,}-mejo pomeni, da obstaja takšna odprta okolica {\displaystyle U\!\,} od {\displaystyle x_{0}\!\,} v {\displaystyle \mathbb {R} ^{n}\!\,}, da je {\displaystyle \partial \Omega \cap U\!\,} {\displaystyle C^{1}\!\,}-graf funkcije z {\displaystyle \Omega \cap U\!\,}, ki leži na eni strani tega grafa. Natančneje to pomeni, da po translaciji in zasuku {\displaystyle \Omega \!\,}, obstajajo takšni {\displaystyle r>0\!\,}, {\displaystyle h>0\!\,} in {\displaystyle C^{1}\!\,}-funkcija {\displaystyle g:\mathbb {R} ^{n-1}\to \mathbb {R} \!\,}, da z zapisom:

{\displaystyle x'=(x_{1},\dots ,x_{n-1})\!\,,}
velja:
{\displaystyle U=\{x\in \mathbb {R} ^{n}:|x'|<r{\text{ in }}|x_{n}-g(x')|<h\}\!\,,}
ter za {\displaystyle x\in U\!\,}:
{\displaystyle {\begin{aligned}x_{n}=g(x')&\implies x\in \partial \Omega ,\\-h<x_{n}-g(x')<0&\implies x\in \Omega ,\\0<x_{n}-g(x')<h&\implies x\notin \Omega .\end{aligned}}}

Ker je {\displaystyle \partial \Omega \!\,} kompaktna, se jo lahko pokrije s končno mnogo okolicami {\displaystyle U_{1},\dots ,U_{N}\!\,} z zgornjo obliko. Pri tem se upošteva, da je {\displaystyle \{\Omega ,U_{1},\dots ,U_{N}\}\!\,} odprt pokrov {\displaystyle {\overline {\Omega }}=\Omega \cup \partial \Omega \!\,}. Če se uporabi {\displaystyle C^{\infty }\!\,}-particija enote, ki je podrejena temu pokrovu, je dovolj dokazati izrek v primerih kadar ima {\displaystyle u\!\,} kompaktni nosilec v {\displaystyle \Omega \!\,} ali kadar ima {\displaystyle u\!\,} kompaktni nosilec na kakšni {\displaystyle U_{j}\!\,}. Če ima {\displaystyle u\!\,} kompaktni nosilec v {\displaystyle \Omega \!\,}, potem za vse {\displaystyle i\in \{1,\dots ,n\}\!\,} po osnovnem izreku infinitezimalnega izreka velja {\displaystyle \int _{\Omega }u_{x_{i}}\operatorname {d} \!V=\int _{\mathbb {R} ^{n}}u_{x_{i}}\operatorname {d} \!V=\int _{\mathbb {R} ^{n-1}}\int _{-\infty }^{\infty }u_{x_{i}}(x)\operatorname {d} \!x_{i}\operatorname {d} \!x'=0\!\,} in {\displaystyle \int _{\partial \Omega }u\nu _{i}\operatorname {d} \!S=0\!\,}, ker se {\displaystyle u} v okolici {\displaystyle \partial \Omega \!\,} izniči. Tako izrek velja za {\displaystyle u\!\,} s kompaktnim nosilcem v {\displaystyle \Omega \!\,}. Tako se je zmanjšalo na primer kjer ima {\displaystyle u\!\,} kompaktni nosilec na kakšni {\displaystyle U_{j}\!\,}.
3. Naj se potem privzame, da ima {\displaystyle u\!\,} kompaktni nosilec v kakšni {\displaystyle U_{j}\!\,}. Zadnji korak je sedaj pokazati, da izrek velja z neposrednim izračunom. Zapis se spremeni v {\displaystyle U=U_{j}\!\,} in vnese zapis iz koraka (2), uporabljen za opis {\displaystyle U\!\,}. Upošteva se, da to pomeni, da se je zasukalo in premaknilo  {\displaystyle \Omega \!\,}. To je veljavno zmanjšanje, saj je izrek nespremenljiv glede na zasuke in translacije koordinat. Ker je {\displaystyle u(x)=0\!\,} za {\displaystyle |x'|\geq r\!\,} in za {\displaystyle |x_{n}-g(x')|\geq h\!\,}, za vsak  {\displaystyle i\in \{1,\dots ,n\}\!\,} velja:

{\displaystyle {\begin{aligned}\int _{\Omega }u_{x_{i}}\operatorname {d} \!V&=\int _{|x'|<r}\int _{g(x')-h}^{g(x')}u_{x_{i}}(x',x_{n})\operatorname {d} \!x_{n}\operatorname {d} \!x'\\&=\int _{\mathbb {R} ^{n-1}}\int _{-\infty }^{g(x')}u_{x_{i}}(x',x_{n})\operatorname {d} \!x_{n}\operatorname {d} \!x'\!\,.\end{aligned}}}
Za {\displaystyle i=n\!\,} je po osnovnem izreku infinitezimalnega računa:
{\displaystyle \int _{\mathbb {R} ^{n-1}}\int _{-\infty }^{g(x')}u_{x_{n}}(x',x_{n})\operatorname {d} \!x_{n}\operatorname {d} \!x'=\int _{\mathbb {R} ^{n-1}}u(x',g(x'))\operatorname {d} \!x'\!\,.}
Sedaj se nastavi {\displaystyle i\in \{1,\dots ,n-1\}\!\,}. Pri tem velja:
{\displaystyle \int _{\mathbb {R} ^{n-1}}\int _{-\infty }^{g(x')}u_{x_{i}}(x',x_{n})\operatorname {d} \!x_{n}\operatorname {d} \!x'=\int _{\mathbb {R} ^{n-1}}\int _{-\infty }^{0}u_{x_{i}}(x',g(x')+s)\operatorname {d} \!s\operatorname {d} \!x'\!\,.}
Definira se {\displaystyle v:\mathbb {R} ^{n}\to \mathbb {R} \!\,} z {\displaystyle v(x',s)=u(x',g(x')+s)\!\,}. Po verižnem pravilu je:
{\displaystyle v_{x_{i}}(x',s)=u_{x_{i}}(x',g(x')+s)+u_{x_{n}}(x',g(x')+s)g_{x_{i}}(x')\!\,.}
Ker ima  {\displaystyle v} kompaktni nosilec, se lahko najprej integrira {\displaystyle \operatorname {d} \!x_{i}\!\,}, da se ugotovi zveza:
{\displaystyle \int _{\mathbb {R} ^{n-1}}\int _{-\infty }^{0}v_{x_{i}}(x',s)\operatorname {d} \!s\operatorname {d} \!x'=0\!\,.}
Tako je:
{\displaystyle {\begin{aligned}\int _{\mathbb {R} ^{n-1}}\int _{-\infty }^{0}u_{x_{i}}(x',g(x')+s)\operatorname {d} \!s\operatorname {d} \!x'&=\int _{\mathbb {R} ^{n-1}}\int _{-\infty }^{0}-u_{x_{n}}(x',g(x')+s)g_{x_{i}}(x')\operatorname {d} \!s\operatorname {d} \!x'\\&=\int _{\mathbb {R} ^{n-1}}-u(x',g(x'))g_{x_{i}}(x')\operatorname {d} \!x'\!\,.\end{aligned}}}
Če se povzame, z {\displaystyle \mathbf {\vec {\nabla }} u=(u_{x_{1}},\dots ,u_{x_{n}})\!\,} izhaja:
{\displaystyle \int _{\Omega }\mathbf {\vec {\nabla }} u\operatorname {d} \!V=\int _{\mathbb {R} ^{n-1}}\int _{-\infty }^{g(x')}\nabla u\operatorname {d} \!V=\int _{\mathbb {R} ^{n-1}}u(x',g(x'))(-\mathbf {\vec {\nabla }} g(x'),1)\operatorname {d} \!x'\!\,.}
Pri tem je treba upoštevati, da je zunanja enotska pravokotnica na graf {\displaystyle \Gamma \!\,} od {\displaystyle g\!\,} v točki {\displaystyle (x',g(x'))\in \Gamma \!\,} enaka {\displaystyle \nu (x',g(x'))={\frac {1}{\sqrt {1+|\mathbf {\vec {\nabla }} g(x')|^{2}}}}(-\mathbf {\vec {\nabla }} g(x'),1)\!\,}, ploskovni element {\displaystyle \operatorname {d} \!S\!\,} pa je podan kot {\textstyle \operatorname {d} \!S={\sqrt {1+|\mathbf {\vec {\nabla }} g(x')|^{2}}}\operatorname {d} \!x'\!\,}. Tako je:
{\displaystyle \int _{\Omega }\mathbf {\vec {\nabla }} u\operatorname {d} \!V=\int _{\partial \Omega }u\nu \operatorname {d} \!S,}

kar dokazuje izrek. {\displaystyle \blacksquare \!\,}

### Za kompaktne Riemannove mnogoterosti z mejo
Sledi dokaz naslednjega izreka:

Izrek — Naj je {\displaystyle {\overline {\Omega }}\!\,} {\displaystyle C^{2}\!\,}-kompaktna mnogoterost z mejo z {\displaystyle C^{1}\!\,}-metričnim tenzorjem {\displaystyle g\!\,}. Naj {\displaystyle \Omega \!\,} označuje notranjost mnogoterosti  {\displaystyle {\overline {\Omega }}\!\,} in naj {\displaystyle \partial \Omega \!\,} označuje mejo mnogoterosti {\displaystyle {\overline {\Omega }}\!\,}. Naj {\displaystyle (\cdot ,\cdot )\!\,} označuje {\displaystyle L^{2}({\overline {\Omega }})\!\,}-notranje produkte funkcij in {\displaystyle \langle \cdot ,\cdot \rangle \!\,} notranji produkt vektorjev. Predpostavi se, da je {\displaystyle u\in C^{1}({\overline {\Omega }},\mathbb {R} )\!\,} in {\displaystyle X\!\,} {\displaystyle C^{1}\!\,}-vektorsko polje na {\displaystyle {\overline {\Omega }}\!\,}. Potem velja:
{\displaystyle (\mathbf {\vec {\nabla }} u,X)=-(u,\nabla \cdot X)+\int _{\partial \Omega }u\langle X,N\rangle \operatorname {d} \!S\!\,,}
kjer je {\displaystyle N\!\,} navzven usmerjeni enotski normalni vektor na {\displaystyle \partial \Omega \!\,}.

Dokaz izreka
Uporabi se Einsteinov dogovor o seštevanju. Z uporabo particije enote se lahko privzame, da imata {\displaystyle u\!\,} in {\displaystyle X\!\,} kompaktna nosilca v koordinatni zaplati {\displaystyle O\subset {\overline {\Omega }}\!\,}. Najprej se pogleda primer kjer je zaplata ločena od {\displaystyle \partial \Omega \!\,}. Nato se identificira {\displaystyle O\!\,} z odprto podmnožico {\displaystyle \mathbb {R} ^{n}\!\,} in integracija po delih ne da mejnih členov:
{\displaystyle {\begin{aligned}(\mathbf {\vec {\nabla }} u,X)&=\int _{O}\langle \mathbf {\vec {\nabla }} u,X\rangle {\sqrt {g}}\operatorname {d} \!x\\&=\int _{O}\partial _{j}uX^{j}{\sqrt {g}}\operatorname {d} \!x\\&=-\int _{O}u\partial _{j}({\sqrt {g}}X^{j})\operatorname {d} \!x\\&=-\int _{O}u{\frac {1}{\sqrt {g}}}\partial _{j}({\sqrt {g}}X^{j}){\sqrt {g}}\operatorname {d} \!x\\&=(u,-{\frac {1}{\sqrt {g}}}\partial _{j}({\sqrt {g}}X^{j}))\\&=(u,-\nabla \cdot X)\!\,.\end{aligned}}}
V zadnji enakosti se je uporabila Voss-Weylova koordinatna formula za divergenco:
{\displaystyle \nabla \cdot \mathbf {\vec {F}} ={\frac {1}{\rho }}{\frac {\partial (\rho F^{i})}{\partial x^{i}}}\!\,,}
kjer je {\displaystyle \rho \!\,} krajevni koeficient prostorninskega elementa, {\displaystyle F^{i}\!\,} pa so komponente {\displaystyle \mathbf {\vec {F}} =F^{i}\mathbf {\vec {e}} _{i}\!\,} glede na nenormalizirano kovariantno bazo (včasih zapisano kot {\displaystyle \mathbf {\vec {e}} _{i}=\partial \mathbf {\vec {x}} /\partial x^{i}\!\,}). Lahko bi se uporabila tudi predhodna enakost za definicijo {\displaystyle \nabla \cdot \!\,} (»{\displaystyle \operatorname {div} \!\,}«) kot formalni adjunkt {\displaystyle \mathbf {\vec {\nabla }} \!\,} (»{\displaystyle \operatorname {grad} \!\,}«). Naj se sedaj predpostavi, da se {\displaystyle O\!\,} seka z {\displaystyle \partial \Omega \!\,}. Potem se {\displaystyle O\!\,} identificira kot odprta množica v {\displaystyle \mathbb {R} _{+}^{n}=\{x\in \mathbb {R} ^{n}:x_{n}\geq 0\}\!\,}. {\displaystyle u\!\,} in {\displaystyle X\!\,} se razširita na {\displaystyle \mathbb {R} _{+}^{n}\!\,} in integrira se po delih, kar da:
{\displaystyle {\begin{aligned}(\mathbf {\vec {\nabla }} u,X)&=\int _{O}\langle \mathbf {\vec {\nabla }} u,X\rangle {\sqrt {g}}\operatorname {d} \!x\\&=\int _{\mathbb {R} _{+}^{n}}\partial _{j}uX^{j}{\sqrt {g}}\operatorname {d} \!x\\&=(u,-\nabla \cdot X)-\int _{\mathbb {R} ^{n-1}}u(x',0)X^{n}(x',0){\sqrt {g(x',0)}}\operatorname {d} \!x'\!\,,\end{aligned}}}
kjer je {\displaystyle \operatorname {d} \!x'=\operatorname {d} \!x_{1}\dots \operatorname {d} \!x_{n-1}\!\,}. Z različico izravnalnim izrekom za vektorska polja se lahko izbere takšen {\displaystyle O\!\,}, da je {\displaystyle {\frac {\partial }{\partial x_{n}}}\!\,} notranja enotska pravokotnica {\displaystyle -N\!\,} v {\displaystyle \partial \Omega \!\,}. V tem primeru je {\displaystyle {\sqrt {g(x',0)}}\operatorname {d} \!x'={\sqrt {g_{\partial \Omega }(x')}}\operatorname {d} \!x'=\operatorname {d} \!S\!\,} prostorninski eement na {\displaystyle \partial \Omega \!\,} in se zgornja formula glasi:
{\displaystyle (\mathbf {\vec {\nabla }} u,X)=(u,-\nabla \cdot X)+\int _{\partial \Omega }u\langle X,N\rangle \operatorname {d} \!S\!\,.}
Tako je izrek dokazan. {\displaystyle \blacksquare \!\,}